# ژان دیولافوا
ژان دیولافوا (فرانسوی: Jane Dieulafoy‎) همسر مارسل اوگوست دیولافوا (۱۸۴۳–۱۹۲۰)، مهندس راه و ساختمان و باستان‌شناس فرانسوی بود و به همراه همسرش از سوی دولت فرانسه برای انجام کاوش‌های باستان‌شناسی سه بار به ایران سفر کردند. اولین مسافرت آن‌ها در سال ۱۸۸۱ به بندرهای جنوبی ایران صورت گرفت. مادام دیولافوا مطالعات و مشاهدات اجتماعی و یافته‌های باستان‌شناسی همسرش را به صورت یادداشت‌های روزانه جمع‌آوری کرد و در دو کتاب جداگانه انتشار داد.

## دستاوردها و کتاب‌ها
کتاب اول با نام مسافرت دیولافوا در ایران و شوش و کلده است. این کتاب یکی از منابع مفید برای تحقیق در تاریخ دوره قاجاریه به ویژه سالهای سلطنت ناصرالدین شاه، و آشنایی با اوضاع اجتماعی و اقتصادی مردم ایران در عصر مذکور به‌شمار می‌رود. طرح‌ها و نقاشی‌ها و عکس‌هایی که مؤلف از مکان‌ها و اشخاص تهیه کرده در کتاب به چاپ رسیده است. کتاب دوم مشتمل بر یادداشت‌های سفر دوم و سوم آنهاست و سال‌های ۱۸۸۴ تا ۱۸۸۶ را در بر می‌گیرد.
دیولافوا در در ۲۰ اکتبر ۱۸۸۶ نشان لژیون دونور را دریافت کرد.

## کاوش‌ها و تخریب‌ها
در سال ۱۸۸۰ میلادی (۱۲۵۹ هجری خورشیدی)، یک گروه از باستان‌شناسان فرانسوی این کاخ را از دل خاک بیرون کشیده و ستون‌ها و سر ستون‌های کاخ را با اره بریدند و به فرانسه منتقل کردند و امروزه در شوش، فقط چند زیرستون وجود دارد و کاخ به شکل سابقش وجود ندارد.  این زوج اشیای باستانی پرشماری را از کاخ‌های هخامنشی داریوش بزرگ و اردشیر دوم در شوش به موزهٔ لوور پاریس انتقال دادند، بیش‌تر اشیا خارج شده، اکنون در موزه لوور نگهداری می‌شوند.
ژان دیولافوا در کتاب خاطراتش می‌گوید:{{نقل‌قول|دیروز گاو سنگی بزرگی را که در روزهای اخیر پیدا شده‌است با تاسف تماشا می‌کردم، در حدود دوازده هزار کیلو وزن دارد! تکان دادن چنین تودهٔ عظیمی غیرممکن است. بالاخره نتوانستم به خشم خود مسلط شوم، پتکی بدست گرفتم و بجان حیوان سنگی افتادم. ضرباتی وحشیانه به‌او زدم. سر ستون در نتیجه ضربات پتک مثل میوهٔ رسیده از هم شکافت ...

## ترجمه به فارسی
دو سفرنامهٔ ژان دیولافوا به زبان فارسی ترجمه و با مشخصات زیر به چاپ رسیده است:
- از قفقاز تا پرسپولیس، ترجمهٔ محمد مجلسی، تهران: دنیای نو، ۱۳۹۲.
- س‍ف‍رن‍ام‍ه… ت‍ا پ‍خ‍ت‍ه‍. ش‍ود خ‍ام‍ی (س‍ف‍رن‍ام‍هٔ خ‍ارج‍ی‍ان‍ی ک‍ه از ای‍ران دی‍دار ک‍رده‌ان‍د)، ب‍ه‌اه‍ت‍م‍ام م‍ن‍وچ‍ه‍ر دان‍ش‌پ‍ژوه، ۲ جلد، ج ۱: اب‍ن‌ب‍طوطه، م‍ارک‍وپ‍ول‍و، ب‍رادران ش‍رل‍ی، ش‍اردن، ف‍لان‍دن، ک‍ن‍ت دوگ‍وب‍ی‍ن‍و، دی‍ولاف‍وا، ج ۲: پ‍ی‍ر ل‍وت‍ی، ج‍ک‍س‍ن، آی‍رون‍س‍ای‍د، م‍ری‍ان س‍ی، ک‍وپ‍ر، ت‍ه‍ران: ث‍ال‍ث و م‍رک‍ز ب‍ی‍ن‌ال‍م‍ل‍ل‍ی گ‍ف‍ت‍گ‍وی ت‍م‍دن‌ه‍ا، چاپ اول: ۱۳۸۰.
- ایران کلده و شوش، علی‌محمد فره‌وشی، تهران: مؤسسهٔ انتشارات و چاپ دانشگاه تهران، ۱۳۶۹؛ چاپ دوم: ۱۳۸۵.
  - ای‍ران ک‍ل‍ده و ش‍وش (ب‍ا ۳۳۶ ک‍ل‍ی‍ش‍ه روی چ‍وب از روی ع‍ک‍س‌ه‍ای م‍ؤل‍ف و دو ن‍ق‍ش‍ه پ‍اری‍س ۱۸۸۷)، ت‍رج‍م‍هٔ ع‍ل‍ی‌م‍ح‍م‍د ف‍ره‌وش‍ی (م‍ت‍رج‍م ه‍م‍ای‍ون)، وی‍راس‍ت ۲ ب‍ا ت‍ج‍دی‍دن‍ظر ک‍ام‍ل و ت‍رج‍م‍ه اف‍ت‍ادگ‍ی‌ه‍ا و ف‍ه‍رس‍ت‌ه‍ا ب‍ه ک‍وش‍ش ب‍ه‍رام ف‍ره‌وش‍ی، ته‍ران: خ‍ی‍ام، ۱۳۶۱؛ ت‍ه‍ران: ق‍ص‍ه‌پ‍رواز، ۱۳۷۸؛ ت‍ه‍ران: اف‍راس‍ی‍اب، ۱۳۸۱؛ ت‍ه‍ران: دن‍ی‍ای ک‍ت‍اب، ۱۳۸۲.
- س‍ف‍رن‍ام‍ه: خ‍اطرات ک‍اوش‌ه‍ای ب‍اس‍ت‍ان‌ش‍ن‍اس‍ی ش‍وش ۱۸۸۴–۱۸۸۶، ت‍رج‍م‍ه ای‍رج ف‍ره‌وش‍ی، ت‍ه‍ران: دان‍ش‍گ‍اه ت‍ه‍ران، م‍ؤس‍س‍ه ان‍ت‍ش‍ارات و چ‍اپ، ۱۳۷۶.

## نگارخانه
نمونه‌هایی از نقاشی‌ها و طراحی‌های ژان دیولافوا از شهرها و بناهای تاریخی و مردمان ایران:

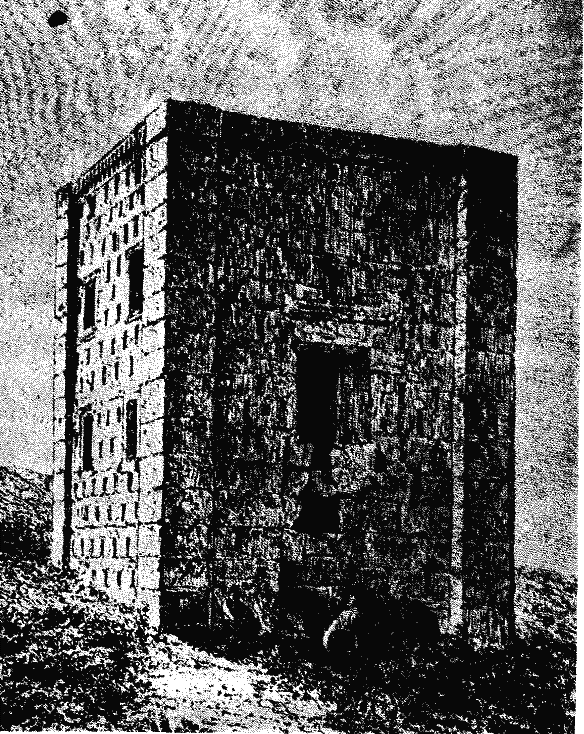
کعبه زرتشت
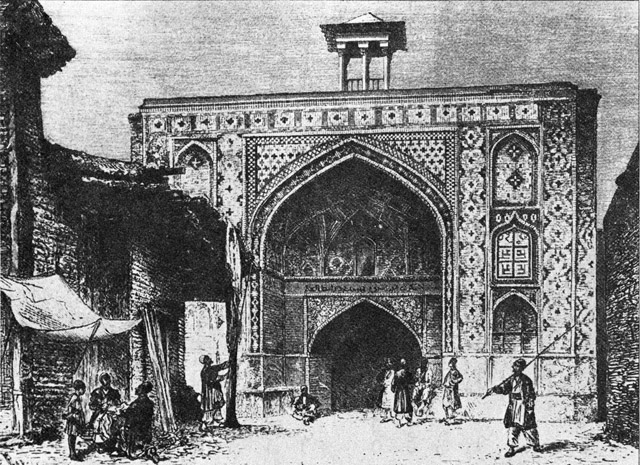
آب‌انبار حاج کاظم
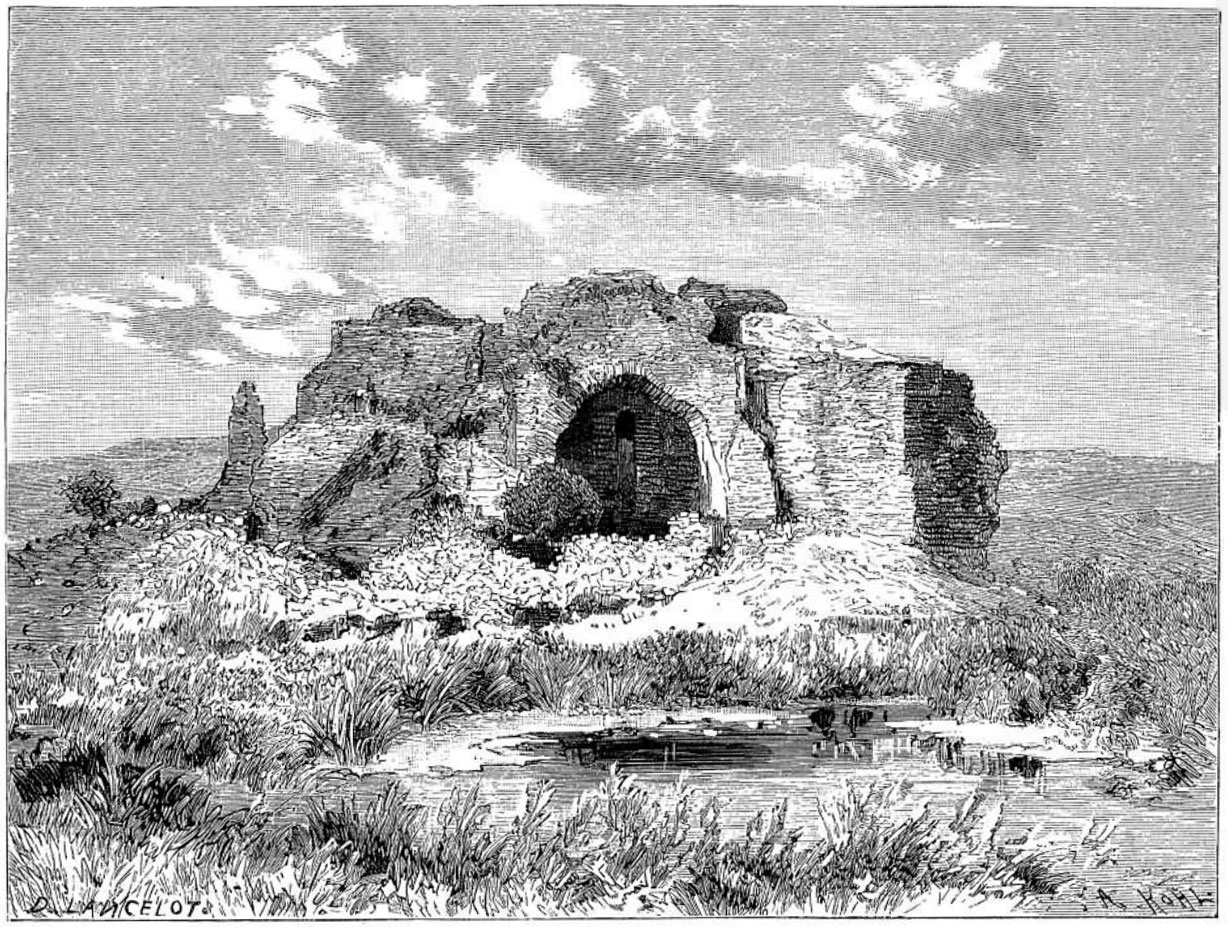
کاخ فیروزآباد
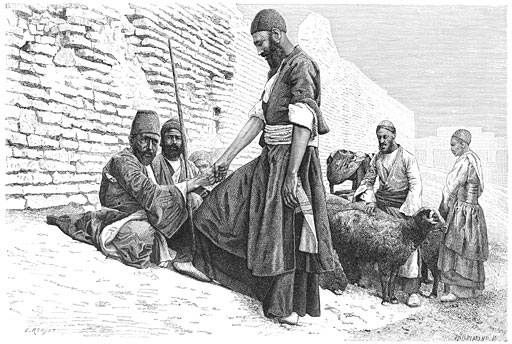
بازار ورامین
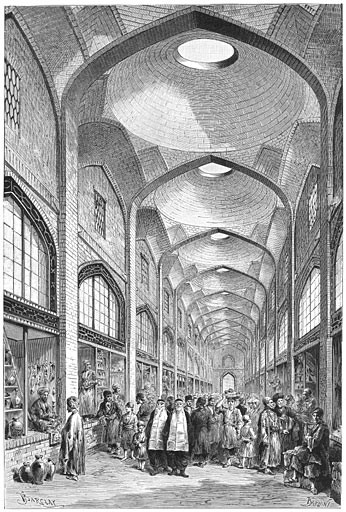
بازار وکیل شیراز
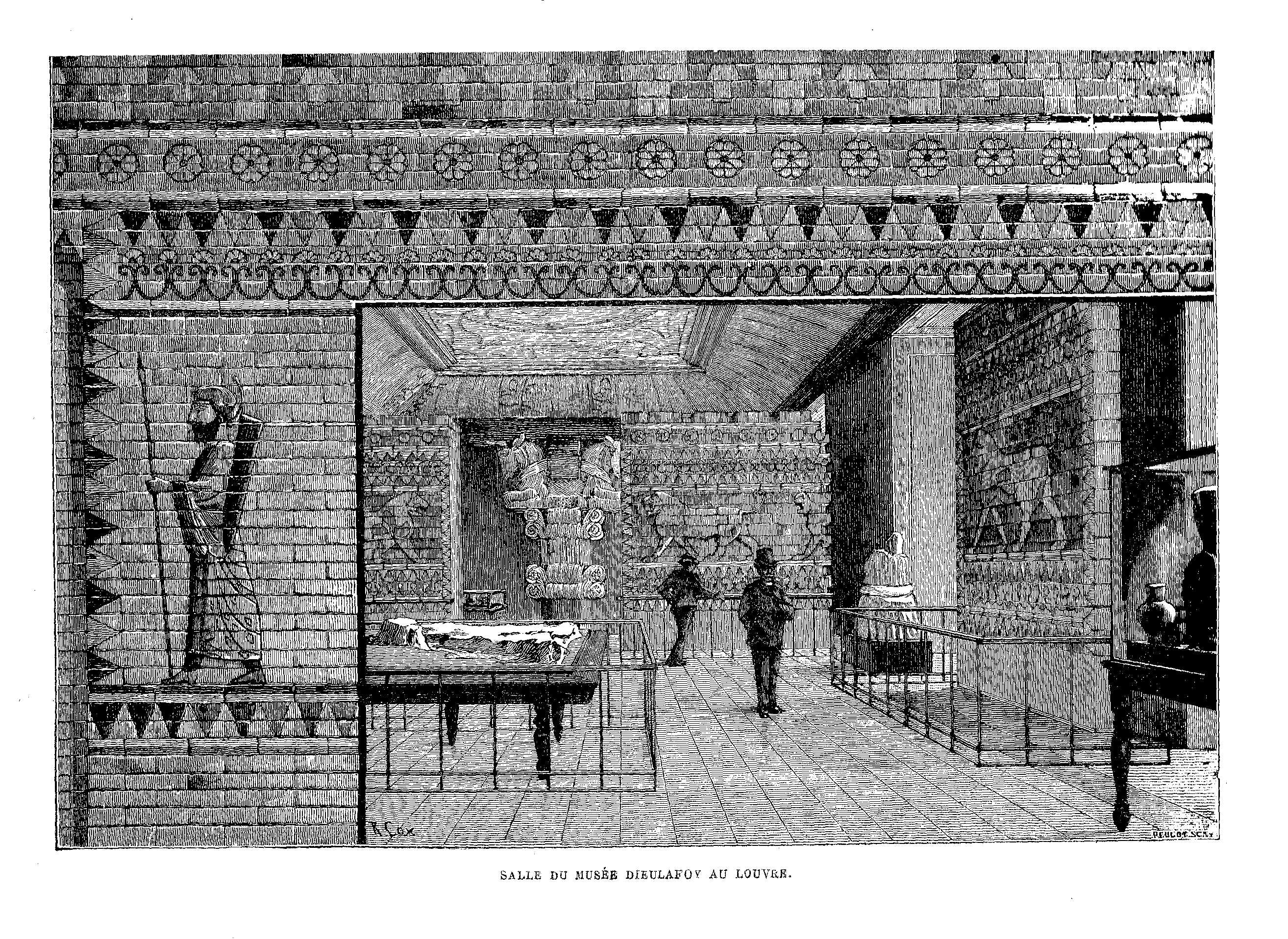
نمایی از بخش ایران موزه لوور
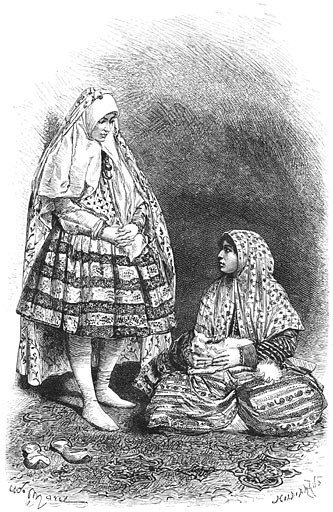
زن شیرازی در سال ۱۸۸۱